# Плавание в ластах на Всемирных играх 1989
Плавание в ластах на Всемирных играх 1989 включало розыгрыш тринадцати комплектов медалей.

## Призёры

### Мужчины
| Дисциплина        | Золото             | Серебро            | Бронза            |
| ----------------- | ------------------ | ------------------ | ----------------- |
| 50 м, апнеа       | Олег Ананьев       | Геннадий Сысоев    | Дирк Крафт        |
| 100 м в акваланге | Дзюн Лян           | Олег Ананьев       | Геннадий Сысоев   |
| 100 м в ластах    | Сергей Ахапов      | Константин Кудряев | Роберт Дьёрс      |
| 200 м в ластах    | Сергей Ахапов      | Константин Кудряев | Христиан Моленаар |
| 400 м в ластах    | Константин Кудряев | Сергей Ахапов      | Фредирика Руджери |
| Эстафета 4х100 м  | СССР               | ФРГ                | Китай             |
| Эстафета 4х200 м  | СССР               | ФРГ                | Венгрия           |

### Женщины
| Дисциплина        | Золото             | Серебро       | Бронза             |
| ----------------- | ------------------ | ------------- | ------------------ |
| 50 м, апнеа       | Лариса Бутенко     | Чжэн Шиюй     | Светлана Фролова   |
| 100 м в акваланге | Чжэн Шиюй          | Чжэн Шиюй     | Светлана Фролова   |
| 100 м в ластах    | Лариса Бутенко     | Се Фан        | Татьяна Мельникова |
| 200 м в ластах    | Татьяна Мельникова | Елена Садовик | Ева Фабо           |
| 400 м в ластах    | Татьяна Мельникова | Ева Фабо      | Елена Садовик      |
| Эстафета 4х100 м  | СССР               | Китай         | Венгрия            |
| Эстафета 4х200 м  | СССР               | Китай         | Венгрия            |